# Yorian Gabriel Somé
Yorian Gabriel Somé (* 1935; † 9. August 1983 Schwarzer Volta) war ein Politiker, Generalstabschef und Verteidigungsminister in Obervolta.
Nach der Unabhängigkeit von Obervolta entwickelte sich Somé zu einem einflussreichen Mitglied der Regierung und der Streitkräfte. Er bekleidete wichtige Ministerposten und andere Regierungsämter und war schließlich im Regime von Major Jean-Baptiste Ouédraogo der zweitmächtigste Mann in Obervolta.

## Werdegang
Er entwickelte den Ruf eines patriotisch integren starken Strippenziehers des Antikommunismus, der einige Umbildungen einer Reihe von Regierungen aktiv mitgestaltete.
Von 1957 bis 1959, in der Gründungsphase der Mali-Föderation, als dieser Mali, Senegal und Obervolta angehörten, vertrat Somé, als Veteran der französischen Armee, das Gebiet von Diébougou bei der Territorialen Versammlung.
Obervolta löste sich 1959 aus dieser Föderation und wurde 1960 als Republik unabhängig.
Am 1. November 1961 gehörte er neben General Sangoulé Lamizana und General Baha Sy zu den Gründer der Armee von Obervolta
Präsident Maurice Yaméogo traf auf erheblichen Widerstand, und die Armee übernahm am 3. Januar 1966 die Macht.
Oberst Somé, einer der Anführer dieses Staatsstreichs, war maßgeblich am Rückhalt von General Sangoulé Lamizana, dem Leiter der Streitkräfte, als Staatsoberhaupt beteiligt.
Er selbst wurde Mitglied des Obersten Rates der Streitkräfte in einer Regierung, die zu zwei Dritteln aus Militär und zu einem Drittel aus Zivilisten bestand.
1974 entließ Lamizana alle Zivilisten aus seiner Regierung, nachdem die Armee sie für unfähig erklärt hatte, und bildete eine Regierung der Rekonstruktion, der ausschließlich Militärs vorstanden.
Wiederholt war er zwischen 1971 und 1973 Innenminister und Sicherheitsminister, ein Amt, das er von 1976 bis 1978 erneut innehatte.
1977 ließ Lamizana eine neue Verfassung in Kraft treten, trat aus der Armee aus und fungierte im Weiteren als Präsident in diesem Amt wurde er im Juni 1978 von den Wählern bestätigt und am 24. November desselben Jahres von der Armee gestürzt.
Der vormalige militärische Außenminister Colonel Saye Zerbo führte den Putsch mit einunddreißig anderen Offizieren,
Somé wurde Leiter des Militärausschusses für die nationale Wiederaufnahme und den Fortschritt.
Sechs Monate später wurde Somé zum Chef der Streitkräfte ernannt.
Oberst Zerbo selbst wurde im November von einem fast unblutigen Staatsstreich unter Führung von Kapitän Thomas Sankara gestürzt, aber das war nicht das Ende von Somés politischer Karriere.
Major Jean-Baptiste Ouédraogo wurde das neue Staatsoberhaupt und Somé, Generalstabschef sowie Generalsekretär für nationale Verteidigung und er war der engste Berater des Präsidenten.
Viele hielten ihn für den eigentlichen Rückhalt der Ouedraogo-Regierung.
Kapitän Thomas Sankara, der sich in Oberst Saye Zerbos Regime von seinem Posten als Staatssekretär für Information zurückziehen musste, wurde Premierminister.
Aber am 17. Mai 1983, nach nur drei Monaten als Premierminister, wurde Saye Zerbo vom Präsidenten Jean-Baptiste Ouédraogo entlassen, ein Vorgehen, von dem angenommen wird, dass es auf Initiative von Somé erfolgte.

## Die sozialistischer Revolution vom 4. August 1983
Im August 1983 organisierte Kapitän Thomas Sankara einen Staatsstreich gegen Jean-Baptiste Ouédraogo. Dieser forderte entsprechend dem offiziellen Bericht: fünf Tote, ein Dutzend Verletzte einschließlich sechs Franzosen einschließlich eines Kindes von vier Jahren. Zwei wichtige Figuren der burkinischen Armee wurden getötet. nämlich Oberst Yorian Gabriel Somé und Commander Guébré Fidèle.
Kapitän Jean-Claude Kamboulé konnte in die Elfenbeinküste entweichen.
Ein Rollkommando der Putschisten traf Yorian Gabriel Somé nicht in seiner Wohnung an.
Dieser hatte mit dem Militärpräfekten des Departement von Black Volta, Leutnant Karim Lompo (* 31. Oktober 1942 in Bobo-Dioulasso) Maßnahmen zum Vereiteln des Umsturzes besprochen und wurde am 9. August 1983 mit Fidèle Guèbré verhaftet und auf der Flucht erschossen.
Sein Kampfname war MAGGI CUBE, da er aus allen „Regierungskoalitionssaucen heraus geschmeckt werden konnte“.